# デフェロキサミン
デフェロキサミン（英: deferoxamine, desferrioxamine, desferoxamine, DFOA, desferal）は、体内から過剰な鉄を除去するために使用されるキレート剤の一つで、鉄過剰症及び鉄中毒の治療薬。フェロキサミンBを化学処理して鉄を取り除いた化合物。イギリスでは一般にメシル酸デフェロキサミンとして使用される。
筋肉注射、点滴静脈注射、経口により投与される。

## 作用機序
デフェロキサミンは血流における遊離鉄と結合し、尿からの排泄を促進する。過剰な鉄の除去によって肝臓のような臓器や組織への傷害を軽減する。キレート能は弱いため、細胞内の鉄とは結合しない。

## 効能・効果
下記疾患における尿中への鉄排泄増加
原発性ヘモクロマトーシス
続発性ヘモクロマトーシス

## 禁忌
無尿者または重篤な腎不全患者。但し、透析中は投与可能。

## 重大な副作用
- アナフィラキシーショック、眼障害（水晶体混濁、視力低下）、聴力障害（音感性難聴、耳鳴り、聴力障害）、エルシニア感染症、ムーコル症、急性腎不全[2]